# Orlando Gibbons
Pour les articles homonymes, voir Gibbons (homonymie).
Orlando Gibbons, baptisé à Oxford le 25 décembre 1583 et mort à Canterbury le 5 juin 1625, est un compositeur anglais.

## Biographie
Orlando Gibbons naît le 25 décembre 1583 dans une famille de musiciens. Après avoir été choriste et étudiant en musicologie au King's College (Cambridge), où son frère Edward Gibbons (1568–1650) était maître de chapelle, il est nommé organiste à la Chapelle royale en 1604. Orlando Gibbons est reçu Bachelor of Music en 1606. En 1623, il est nommé organiste à l'abbaye de Westminster à Londres. Il est également employé comme organiste par le futur Charles Ier d'Angleterre. Il meurt à Canterbury le 5 juin 1625, où il est inhumé dans la cathédrale.

## Œuvre
Orlando Gibbons est réputé pour sa musique de chambre, principalement des pièces pour clavier, clavecin, orgue ou virginal mais aussi pour violes. 
Il compose aussi des œuvres chorales, pour la liturgie anglicane, où il excelle dans l'art du contrepoint. Il dote la liturgie de deux nouvelles formes chorales, le Full Anthem, motet entièrement mis en polyphonie, et le Verse Anthem, chanté selon le principe des versets alternés, où les versets impairs, chantés par la schola grégorienne, restent en plain-chant (purement monodique ou en style de faux-bourdon) tandis que les versets pairs sont chantés par le chœur en style polyphonique élaboré. 
Il écrit également quelques pièces vocales profanes, dont les fameux Cris de Londres, et des madrigaux, dont The Silver Swan (en).
Vers 1611 est imprimé le premier recueil  de musique pour clavier d'Angleterre, Parthenia. Parmi ses 2 pièces, destinées au virginal, se trouvent six pièces de Gibbons.
Les fantaisies et les danses, pavanes, gaillardes sont des formes musicales prisées par l'auteur. L'écriture de Gibbons montre une parfaite maîtrise du contrepoint. La plupart de ses fantaisies sont des pièces complexes, exceptionnelles tant en invention mélodique qu'en développement contrapuntique.

## Postérité
Outre son frère Edward cité plus haut, son frère Ellis Gibbons (1573–1603) fut aussi compositeur. Son fils Christopher Gibbons (1615–1676) fut également musicien.
Le pianiste Glenn Gould tenait Gibbons en très haute estime et enregistra un grand nombre de ses œuvres.
Le 19 septembre 2022, à l'occasion des funérailles d'Élisabeth II, sa Fantaisie pour quatre parties a été exécutée, à l'orgue, au début de la cérémonie (Introït), avec la procession du clergé,,.   

## Sources
- Gibbons, Orlando.; Dictionary of National Biography. London: Smith, Elder & Co. 1885–1900.
- Howard, M. (1951); Orlando Gibbons The Musical Times, Vol. 92, No. 1298 (Apr., 1951), pp. 160–164